# Pachyloma huberioides
Pachyloma huberioides är en tvåhjärtbladig växtart som först beskrevs av Charles Victor Naudin, och fick sitt nu gällande namn av José Jéronimo Triana. Pachyloma huberioides ingår i släktet Pachyloma och familjen Melastomataceae. Inga underarter finns listade i Catalogue of Life.